# Geologia do Ceará

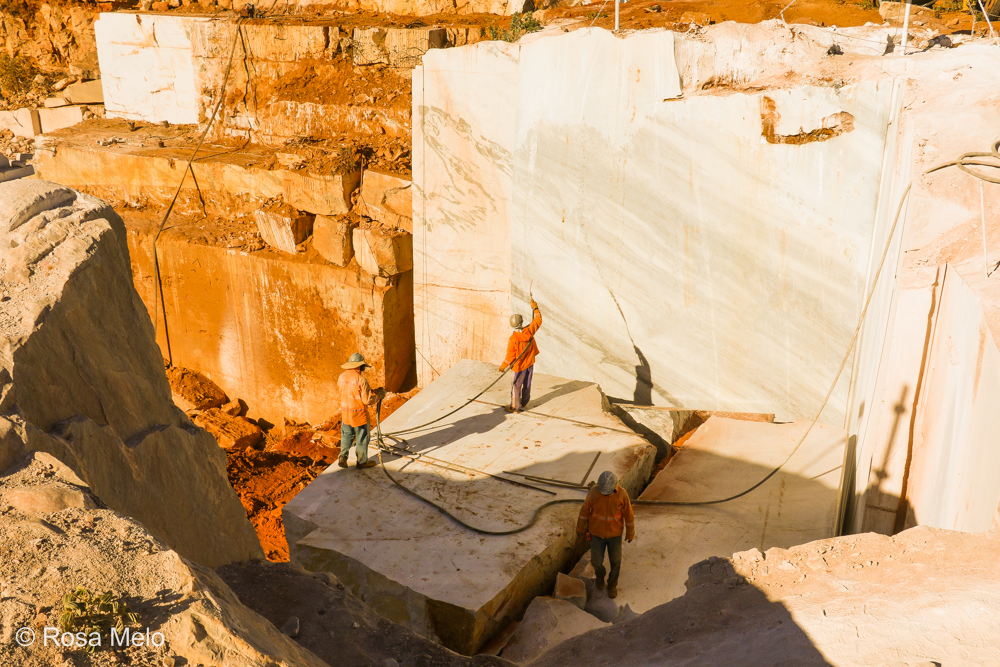
Jazida de Mármore entre Ceará e Piauí.

A Geologia do Ceará é um testemunho vivo da evolução da Terra, uma história que continua a ser escrita pelos processos geológicos em curso e pelo trabalho incansável dos geólogos e pesquisadores que buscam desvendar os segredos das rochas cearenses.
O estado do Ceará, localizado na região Nordeste do Brasil, é uma terra rica em diversidade geológica, contando com uma história geológica fascinante que remonta a milhões de anos. Desde as rochas antigas até as formações mais recentes, a geologia do Ceará oferece uma narrativa cativante sobre a evolução da Terra ao longo do tempo, incluindo formações cristalinas, terrenos sedimentares e registros de eventos tectônicos que moldaram sua paisagem atual.

## Formações Geológicas Antigas
No vasto território cearense, encontramos vestígios de rochas antigas que remontam ao Pré-Cambriano, período que se estende de aproximadamente 4,6 bilhões a 541 milhões de anos atrás. Essas rochas, compostas principalmente por Gnaisses, Granitos e Xistos, formam a base geológica do estado e são testemunhas silenciosas dos eventos geológicos primordiais que moldaram o nosso planeta.

## Sedimentação e Tectônica: Construindo a Paisagem

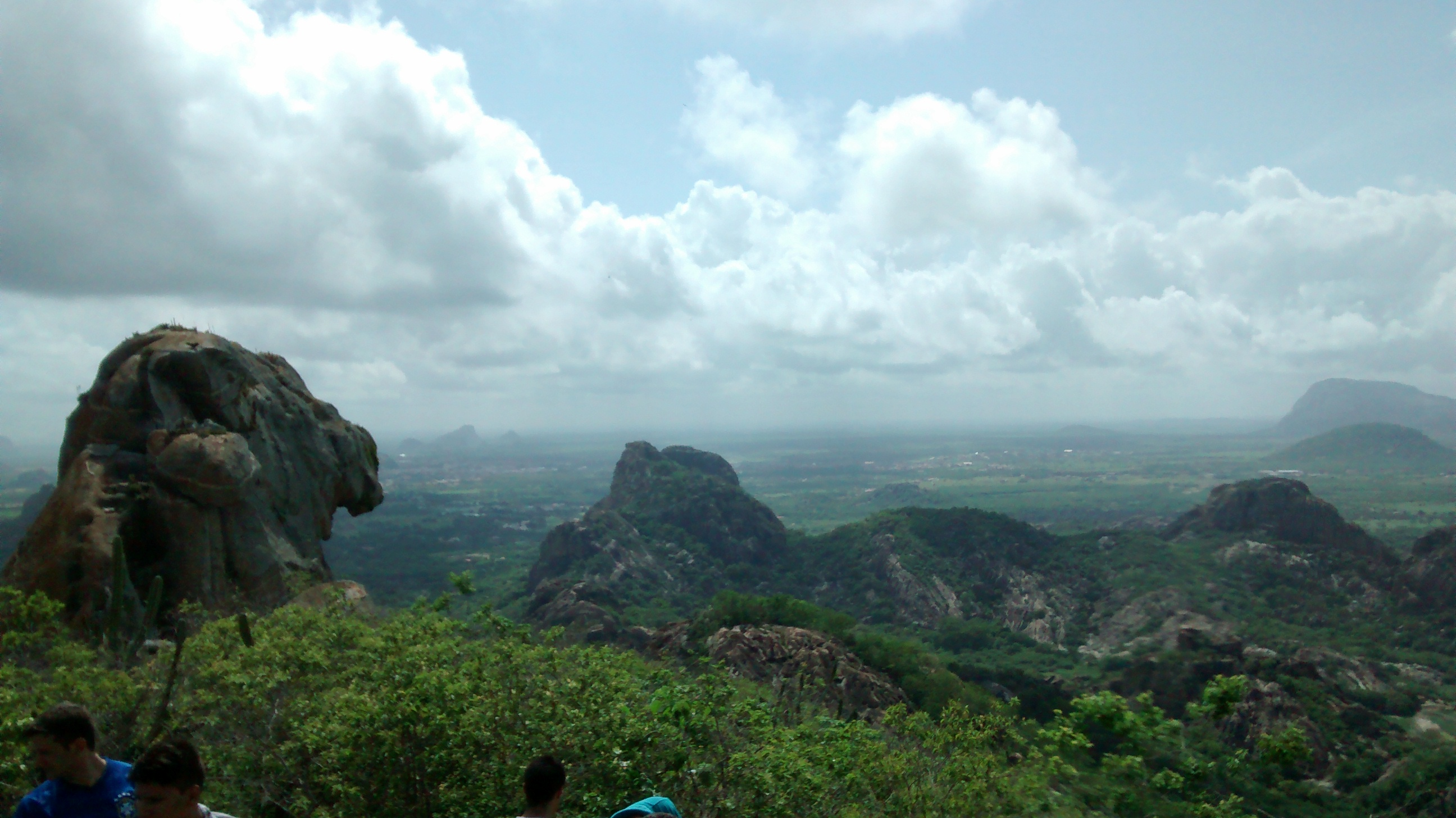
Inselbergs em Quixadá.

Ao longo das eras geológicas, o Ceará foi palco de intensos processos de sedimentação e movimentação tectônica. Durante o Paleozoico, por exemplo, a região foi coberta por mares rasos, onde se depositaram sedimentos que viriam a formar rochas sedimentares como Arenitos e Calcários. Eventos tectônicos posteriores, como a Orogênese Brasiliana, contribuíram para a elevação dessas rochas e a formação de estruturas geológicas complexas, como dobramentos e falhas.

## O Legado dos Dinossauros
A geologia do Ceará também guarda um tesouro paleontológico: os icnofósseis de dinossauros. Nas rochas do Cretáceo, especialmente na Bacia do Araripe, são encontradas inúmeras pegadas e fósseis de dinossauros, além de uma rica diversidade de flora e fauna fossilizadas. Esses vestígios fornecem importantes insights sobre a vida pré-histórica e o ambiente geológico da região há milhões de anos.

## Relevo: Serras, Chapadas e Planícies
O relevo do Ceará é marcado por uma variedade de formas, que refletem os processos geológicos e erosivos que atuaram ao longo do tempo. Na região central, destacam-se as chapadas, como a Chapada do Araripe, que se elevam abruptamente sobre o sertão nordestino. Ao sul, encontram-se as serras, como a Serra da Ibiapaba, que se estendem em direção ao litoral. Nas áreas mais baixas, surgem as planícies costeiras e os vales fluviais, moldados pela ação dos rios que cortam o território.

## Recursos Minerais e Potencialidades

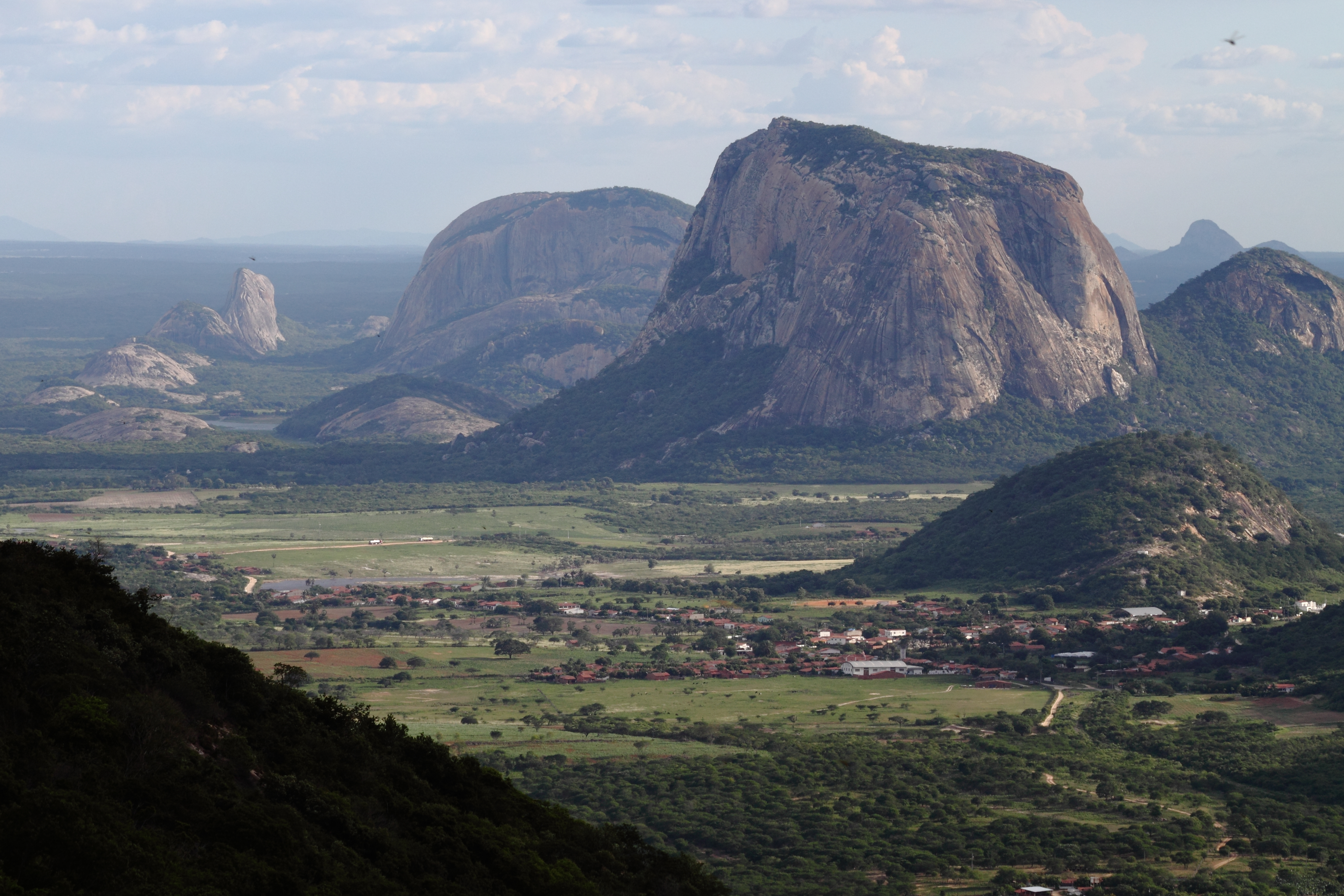
Monólitos

A geologia do Ceará também é fonte de riquezas minerais, com depósitos de diversos minerais como granito, calcário, gesso, além de uma variedade de gemas e minerais ornamentais. Esses recursos desempenham um papel importante na economia do estado, contribuindo para o desenvolvimento regional e a geração de empregos.

## Domínios Tectônicos
O Ceará faz parte da Província Borborema e possui uma geologia complexa. A região é caracterizada por domínios tectônicos separados por zonas de cisalhamento extensas, com movimento dextral. Entre eles estão: o Domínio Médio Coreaú, o Domínio Ceará Central, o Domínio Jguaribeano, o Domínio Piranhas-Seridó e a Zona Transversal.
No estado do Ceará, uma feição conspícua é o extenso magmatismo ediacarano, comum em todos os domínios tectônicos e formados por plutônicas félsicas individualizadas nas suítes Catingueira, Itaporanga, Tauá, Banabuiú e Conceição, bem como por plutônicas máficas da Suíte São João do Sabugi. Localizados na porção oeste do Ceará, há granitoides cambrianos e ordovicianos representados, respectivamente, pelas suítes intrusiva Meruoca e Taperuaba.
No extremo sul do estado Ceará, ocorrem rochas sedimentares, de idade siluriana, agrupadas na Formação Mauriti. Já no oeste do Estado, expõe-se rochas da Bacia do Parnaíba (Província do Parnaíba), também de idade siluriana, que é constituída por litotipos do Grupo Serra Grande. Um grupo de bacias sedimentares mesozoicas ocorre nas porções centro-sul e leste do estado do Ceará, correspondendo às bacias Riacho São Lourenço, Araripe, Rio do Peixe, Iguatu, Sitiá e Potiguar, constituídas por conglomerados, arenitos, argilitos, siltitos, folhelhos, folhelhos betuminosos, calcários e basaltos restritos.
As unidades estratigráficas cenozoicas correspondem à Suíte Messejana, formada por fonólitos e traquitos, ao Grupo Barreiras constituído, em geral, por conglomerados e arenitos, à Formação Moura e aos depósitos colúvio-eluviais, de talús, aluvionares e eólicos litorâneos, formados por sedimentos inconsolidados.

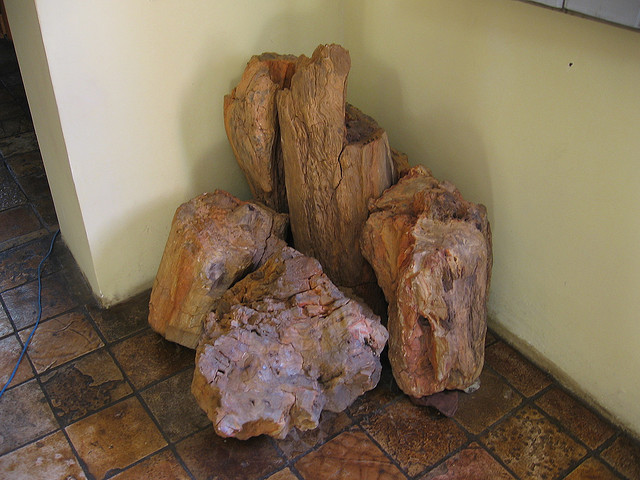
Troncos fossilizados no Museu de Fósseis de Crato, Ceará.

No estado do Ceará há um predomínio absoluto de recursos minerais classificados como: rochas e minerais industriais, com destaque para as rochas ornamentais e magnesita; bens minerais, na qual o estado tem destaque nacional; o mármore de distribuição espacial abundante no estado e substâncias amplamente utilizadas na construção civil, como areia, argila e saibro. Dos metais nobres, nas regiões de Independência e Pedra Branca, destacam-se as ocorrências de ouro e de EGP associados, respectivamente, aos complexos Algodões e Tróia. Entre os minerais metálicos ferrosos, destacam-se as ocorrências de ferro do tipo Skarn, associados à intrusão do Corpo Mucambo nas rochas metassedimentares do Grupo Ubajara; as formações ferríferas bandadas, na região de Quiterianópolis, que ocorrem associadas às rochas parade-rivadas do Complexo Canindé do Ceará, e o manganês do município de Ocara, que também está associado aos litotipos do Complexo Canindé do Ceará. Dos minerais metálicos não-ferrosos, o cobre da mina de Pedra Verde é o mais importante do estado e está associado a filito carbonoso do Grupo Martinópole. As substâncias de uso industrial, lítio e nióbio, são encontradas nas ocorrências de minerais de pegmatitos na região de Solonópoles; a grafita ocorre nas rochas dos complexos Canindé do Ceará e Acopiara, além dos metaleucogranitos da Suíte Itapiúna. Os bens minerais, classificados como gemas, estão associados a corpos pegmatíticos que ocorrem, principalmente, na região entre as cidades de Solonópole e Banabuiú e nos munícipios de Itapiúna e de Novo Oriente, onde ocorrem turmalinas, ametistas e berilos. Quanto os bens minerais energéticos, há: folhelho pirobetuminoso, representado por uma camada sedimentar constituinte da Formação Ipubi do Grupo Santana, localizada na Bacia do Araripe, e urânio da Mina de Itataia, que ocorre associado a fosfato nas rochas metassedimentares do Grupo Ceará.

## Desafios e Perspectivas Futuras
Apesar de sua riqueza geológica, o Ceará enfrenta desafios relacionados à gestão e preservação de seus recursos naturais. A exploração sustentável dos recursos minerais, o manejo adequado das áreas protegidas e a conscientização sobre a importância da preservação geológica são essenciais para garantir um futuro sustentável para as gerações futuras e para manter viva a história geológica única do estado.